# Жеребний Володимир Миколайович
Володи́мир Микола́йович Жеребни́й (6 жовтня 1985, Вишня, Городоцький район, Львівська область, УРСР — 20 лютого 2014, Київ, Україна) — громадський активіст, працівник Вишнянського коледжу Львівського НАУ, учасник Євромайдану. Помер від кулі снайпера на вулиці Інститутській, є одним із загиблих протестувальників, названих «Небесною сотнею». Герой України.

## Життєпис
Проживав у ньому тривалий час, потім переїхав до сусіднього міста Рудки, Самбірського району. З 1991 по 2001 навчався у місцевій Рудківській СЗШ, потім — у Вишнянському коледжі Львівського національного аграрного університету. Після закінчення коледжу, залишився у ньому працювати, заочно закінчив Львівський національний аграрний університет.

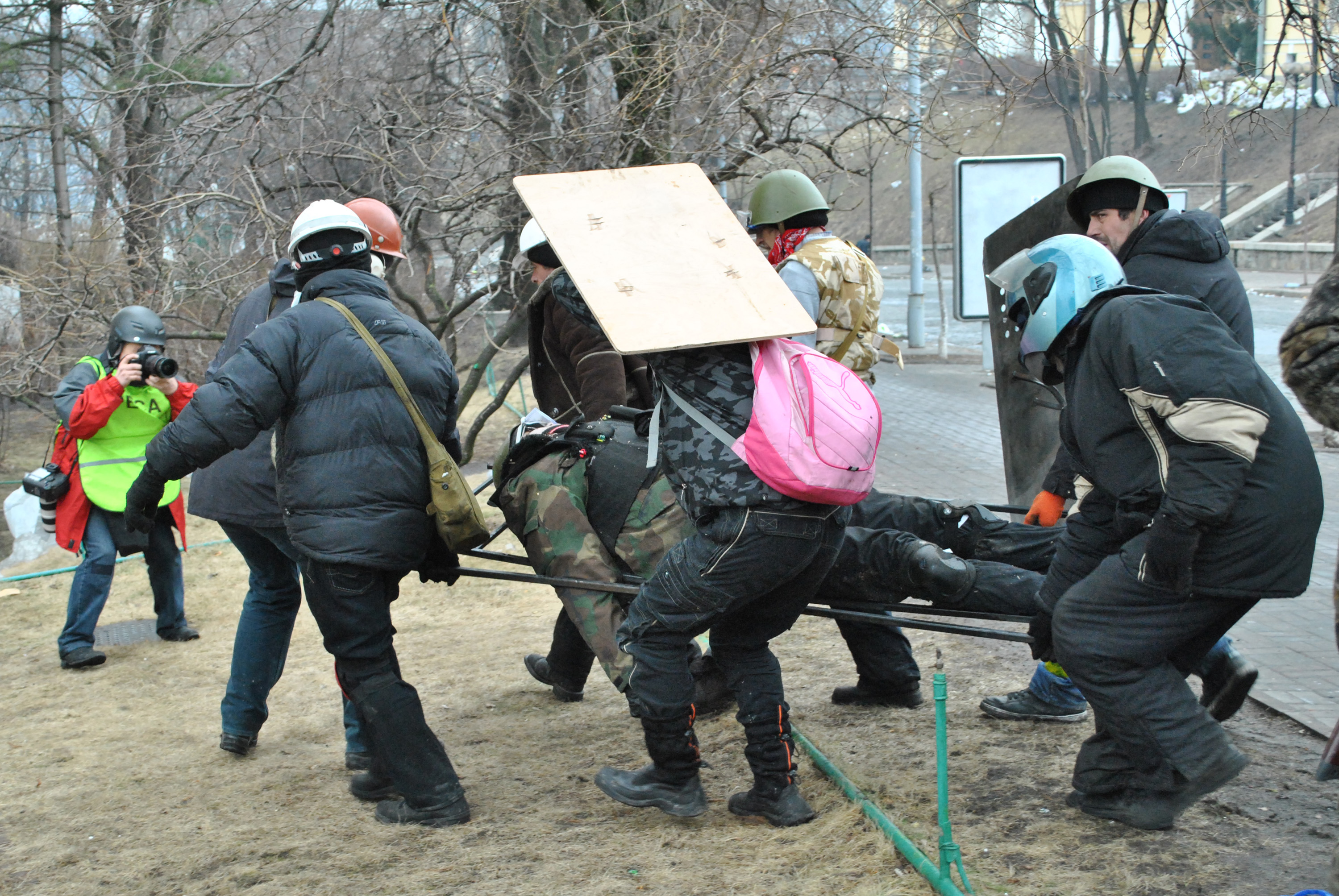
Побратими несуть тіло Володимира Жеребного до готелю

Володимир був активним учасником Євромайдану, від перших днів протестів перебував у Києві. Після майже місячного перебування на барикадах, на декілька днів приїхав додому і згодом, на роботі оформивши відпустку без збереження заробітної плати, знову повернувся на Майдан Незалежності — 5 лютого 2014, автобусом із Самбора.
Вранці 20 лютого Володимира Жеребного було вбито на вулиці Інститутській — снайпер влучив йому в шию, в сонну артерію, та голову. Того ж дня до Києва, завдяки допомозі активістів Рудок, за тілом загиблого, каретою швидкої допомоги, виїхали його батьки та Вишнянський сільський голова.

## Вшанування пам'яті
Слова співчуття з приводу смерті Володимира Жеребного висловили академічна спільнота Вишнянського коледжу Львівського національного аграрного університету, Городоцька районна рада і громада.
20 лютого 2014 пам'ять загиблого земляка, уроженця Городоцького району, було вшановано хвилиною мовчання на загальному міському віче «За чесну владу», яке відбулося у місті Городок на Львівщині. У зібранні взяли участь депутати місцевих рад, члени Народної ради, міський голова Городка, голова Городоцької районної ради, громадськість району. Ввечері того ж дня, на майдані Гайдамаків міста, було проведено поминальний захід по Володимиру Жеребному та ще одному загиблому з «Небесної сотні» — Івану Бльоку, мешканцю Городка.
22 лютого о 3:00 тіла Володимира та Івана Бльока, у супроводі трьохкілометрової колони автомобілів, були привезені в Городок, де їх зустріли тисячі мешканців міста. Самбірський автомайдан супроводжував автомашину з домовиною Володимира Жеребного зі Львова до Самбора, вночі вона прибула у Рудки.
Похорон загиблого активіста, на якому були присутні депутати та заступник голови Самбірської районної ради, міський голова Самбора, громада Рудок, відбувся у неділю, 23 лютого 2014, о 14:00 у місті Рудки. Поховано Володимира Жеребного на міському цвинтарі, в обряді поховання взяли участь більше тридцяти священиків Самбірського, Городоцького та Дрогобицького районів.

## Нагороди
- Звання Герой України з удостоєнням ордена «Золота Зірка» (21 листопада 2014, посмертно) — за громадянську мужність, патріотизм, героїчне відстоювання конституційних засад демократії, прав і свобод людини, самовіддане служіння Українському народу, виявлені під час Революції гідності[11]
- Медаль «За жертовність і любов до України» (УПЦ КП, червень 2015) (посмертно)[12]